# Luftüberwachungseinsatz
Ein Luftüberwachungseinsatz oder Patrouille mit Kampfauftrag (engl. combat air patrol, CAP) ist ein defensiver Einsatz von Kampfflugzeugen.
Dabei wird in einem weiträumigen Rechteckmuster und einer vorgegebenen Route geflogen, um einen bestimmten Bereich effektiv vor gegnerischen Luftstreitkräften zu verteidigen. Dieser Einsatz sieht weder das Entdecken und Zerstören von Bodenzielen noch ein signifikantes Abweichen von geplanten Routen zum Abfangen von gegnerischen Flugzeugen vor. Vorteile des CAP-Einsatzes liegen in der Möglichkeit, gegnerische Luftstreitkräfte schon weit vor deren eigentlichen Zielen ausmachen und abfangen zu können. Das ist von besonderer Bedeutung, wenn gegnerische Kräfte mit Langstreckenraketenbestückung (zum Beispiel Marschflugkörper) erwartet werden, die bereits viele Kilometer vor dem Ziel abgefeuert werden können.
Je nach konkreter Zielsetzung existieren unterschiedlich bezeichnete Formen von CAP-Einsätzen. So haben beispielsweise RESCAP-Einsätze (Rescue Combat Air Patrol) das Ziel, einen Rettungseinsatz vor feindlichem Eingreifen zu decken, während mit FORCAP-Einsätzen (Forward Combat Air Patrol) der Luftraum über Feindgebiet bis zum Eintreffen von Bombern gesichert werden soll.